# Boisney
Boisney ist eine französische Gemeinde mit 287 Einwohnern (Stand: 1. Januar 2022) im Département Eure in der Region Normandie.

## Geographie
Boisney liegt im Lieuvin, 8 Kilometer nordöstlich von Bernay und 6,6 Kilometer südwestlich vom Kantonshauptort Brionne an der Route nationale 13, die den Ortsteil Le Petit-Boisney vom Rest der Gemeinde trennt.
Boisney ist eine der Gemeinden im Département Eure, in denen die Gefahr sich plötzlich bildender metertiefer, brunnenartiger Löcher besteht. Die sogenannten Marnières sind alte Mergelgruben die notdürftig mit Schutt gefüllt worden sind. Sie können sich nach starkem Regen öffnen, wenn die Schuttfüllung in die Seitengänge geschwemmt wird. Diese Löcher haben meist einen Durchmesser von 1,5 bis 2 Metern. In der Vergangenheit hat sich ein Marnière in der Nähe der Kirche geöffnet.
Boisney ist einer Klimazone des Typs Cfb (nach Köppen und Geiger) zugeordnet: Warmgemäßigtes Regenklima (C), vollfeucht (f), wärmster Monat unter 22 °C, mindestens vier Monate über 10 °C (b). Es herrscht Seeklima mit gemäßigtem Sommer.

## Geschichte
Boisney lag an der Römerstraße von Breviodurum (Brionne) nach Noviomagus Lexoviorum (Lisieux). Die Straße verlief am Nordrand des heutigen Gemeindegebiets durch den Weiler Chemin-Chaussé.
Der Name Boisney stammt aus gallo-römischer Zeit: Botiniacum bedeutet ‚Ort des Boto‘ (beziehungsweise Botinus), wobei Boto ein germanischer Name war und Botinus die lateinische Version desselben. -acum ist ein keltisches Suffix. Der Name Boincourt eines Weilers der Nachbargemeinde Nassandres sur Risle (vormals: Carsix) ist dem gleichen Vornamen zugeordnet, was, wegen der Endung des Ortsnamens auf -court, eine Datierung der Bezeichnung der Dörfer auf das 6. Jahrhundert nahelegt.
In einer Urkunde von 1142 wird die Gemeinde Boeneium genannt, in einer Urkunde von 1196 von Robert II. de Meulan Boenei. 1223 vererbte ein Mann namens Jean Boesnay ein Drittel seines Besitzes der Abtei Le Bec.

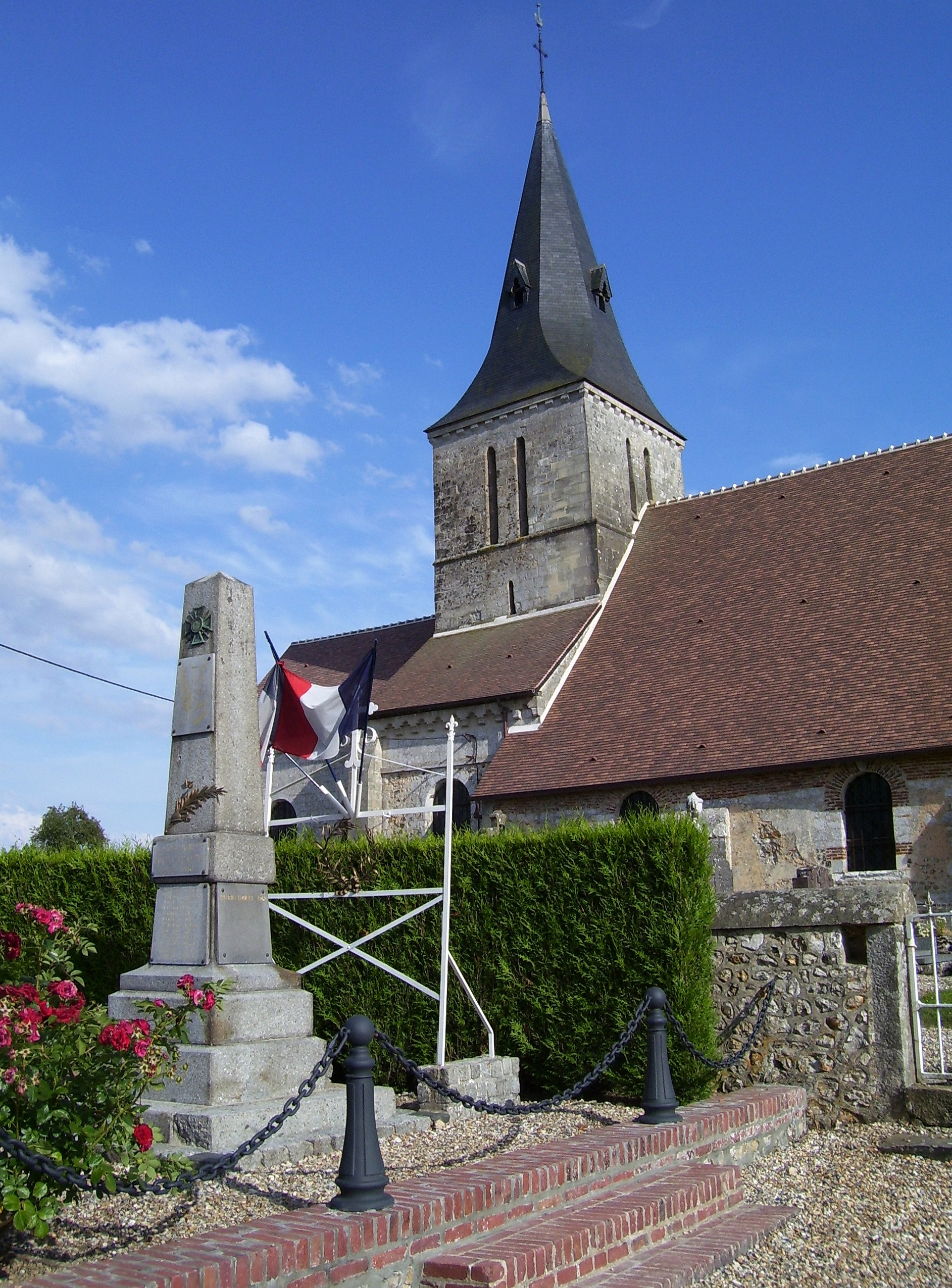
Kirche und Kriegerdenkmal

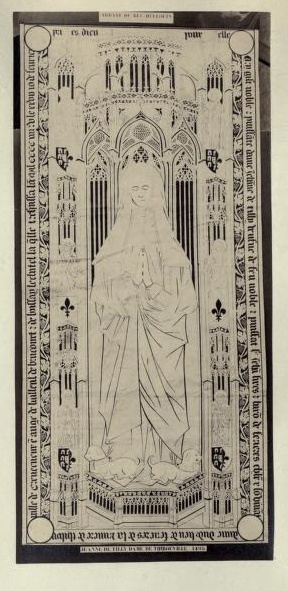
Abklatsch der Grabplatte Jeanne de Tillys von 1861

Boisney war das Lehen der Seigneurs de Thibouville. Die letzte Erbin der Familie de Thibouville war Jeanne de Thibouville (* um 1400). Sie heiratete Jean de Tilly, Baron de Treillières, und brachte damit Boisney in die Familie Tilly ein. Ihre Tochter brachte es in die Familie Ferrières ein. Um 1507 fiel das Lehen durch Heirat an Antoine d’Arces († 1517). 1604 fiel es wieder durch Heirat an Eustache de Conflans, dessen Enkel, der letzte der Conflans, 1690 verstarb. Die Kastellanei, zu der Boisney gehörte, wurde an Henri Lambert verkauft, der 1673 zum Marquis ernannt wurde.
Im Zweiten Weltkrieg wurde Boisney im August 1944 von der 2nd Canadian Division befreit.

## Kultur und Sehenswürdigkeiten
Die romanische Kirche Saint-Aubin, die dem hl. Aubin von Angers (468/469–550) geweiht ist, stammt aus dem 12. Jahrhundert. Sie ist seit 1862 als Monument historique klassifiziert und wurde im 19. Jahrhundert restauriert. In der Kirche befinden sich zwei gleichfalls als Monument historique eingestufte Grabplatten aus dem 15. Jahrhundert. Die Grabplatte von Robert de Flocques, Vogt von Évreux, der 1441 Évreux von den Engländern unter Heinrich VI. befreite und 1461 starb, und von Jeanne de Tilly, der Witwe von Jean de Ferrières, die 1495 starb. Sie war die Tochter von Jeanne de Thibouville. Beide Grabplatten stammen aus der Abtei Le Bec. Vor der Kirche stehen zwei riesige uralte Eiben. Die Eiben, die Kirche und die Mauer um den Friedhof sind außerdem als Site classé (‚Natur- und Kulturdenkmal‘) eingestuft.
Boisney gehört zur römisch-katholischen Gemeinschaft Communauté de Plasnes – Saint Léger de Rôtes, die Teil der Pfarrei Notre Dame de Charentonne des Bistums Évreux ist.

## Einwohnerentwicklung
Die meisten Einwohner (Boisneyens) hatte Boisney 1821. Dann sank die Zahl der Einwohner kontinuierlich bis 1931. Obwohl die Zahl der Einwohner sich bis 1999 etwas erholte, wurde auch dann nicht mehr als ein Drittel der Einwohnerzahlen von 1821 erreicht.
| Jahr                       | 1962 | 1968 | 1975 | 1982 | 1990 | 1999 | 2007 | 2016 |
| Einwohner                  | 210  | 241  | 249  | 242  | 276  | 301  | 280  | 285  |
| Quellen: Cassini und INSEE |      |      |      |      |      |      |      |      |

## Wirtschaft
Wichtige Erwerbszweige der Boisneyens sind Obstbau, die Zucht von Hausrindern und Hausschafen und Gastgewerbe. Auf dem Gemeindegebiet gelten kontrollierte Herkunftsbezeichnungen (AOC) für Calvados und Pommeau (Pommeau de Normandie) sowie geschützte geographische Angaben (IGP) für Schweinefleisch (Porc de Normandie), Geflügel (Volailles de Normandie) und Cidre (Cidre de Normandie und Cidre normand).